# Secret Love (miniserie televisiva)
Secret Love (시크릿 러브?, Sikeurit reobeuLR) è una miniserie televisiva sudcoreana trasmessa su Dramacube dal 13 giugno all'11 luglio 2014. Sviluppata in forma antologica, ogni episodio ha per protagonista una componente del girl group Kara e racconta diverse storie i cui temi spaziano dai ricordi del primo amore alle rotture, all'amore non corrisposto. È stata distribuita anche in Giappone, a Hong Kong e Taiwan.

## Personaggi e interpreti
- Min Ji-hye, interpretata da Han Seung-yeon (ep. 1)
- Jang Hyun-jin, interpretato da Yeon Woo-jin (ep. 1)
- Lee Hyun-jung, interpretata da Goo Ha-ra (ep. 2)
- Yoon Joon-moon, interpretato da Kim Young-kwang (ep. 2)
- Park So-yeol, interpretata da Kang Ji-young (ep. 3)
- Hyun Joon, interpretato da Bae Soo-bin (ep. 3)
- Melly, interpretata da Nicole Jung (ep. 4)
- Lee Tae-yang, interpretato da Lee Kwang-soo (ep. 4)
- Park Sun-woo, interpretata da Park Gyu-ri (ep. 5)
- Angelo custode 2013, interpretato da Ji Chang-wook (ep. 5)